# José María de Aguirre y Escalante
José María de Aguirre y Escalante (Santander, 1877-íd., 1911) fue un poeta y prosista español. 

## Biografía
Estudió el bachillerato en Santander y emprendió la carrera de Derecho en la universidad de Oñate; terminó con brillantez estos estudios en Madrid. Volvió a Santander y colaboró en diversos periódicos y revistas, por ejemplo en Blanco y Negro. Prematuramente desaparecido, la mayor parte de su obra se publicó póstuma. Como dramaturgo siguió fundamentalmente a José Echegaray en el drama y a Manuel Bretón de los Herreros en la comedia.
Más original e inspirado es como poeta montañés; en su juventud leyó mucho al Duque de Rivas y a José Zorrilla, y compuso al estilo de este último la leyenda El castillo del cuervo. Luego su tío Amós de Escalante fue su maestro y modelo; pero una inspiración melancólica lo dominaba en los versos de Brumas cántabras, sin duda su obra maestra. También escribió un libro de viajes a Castilla la Vieja que fue publicado póstumo. Vicente de Pereda publicó una antología de sus obras en 1949.

## Obra
- De Castella Vetula (hojas de un libro de viaje), Santander, 1915; hay ed. moderna de 2006.
- Brumas cántabras, poesías. Edición póstuma con prólogo de Enrique Menéndez Pelayo, Barcelona, sin año.
- El duque don Fernando, drama en cinco actos
- El castillo del cuervo, leyenda en verso
- Con Elías Ortiz de la Torre, Los empeños de una cita, comedia.
- Reniero de Espalato, drama en cinco actos y en verso
- La vena del hierro, Madrid, Los Contemporáneos, 16 de diciembre de 1910 (novela corta).
- Cantabria de par en par, 2002.